# The Fantastic Four (musikgrupp)
The Fantastic Four (TFF) är en svensk musikgrupp som bildades av Robert Haglund 2001 tillsammans med Niklas Lamby, Jonas Fritzon och dåvarande medlemmen Nima Sadat.
The Fantastic Four fick sitt nationella genombrott i TV-programmet ”Talang 2007” och har sen dess turnerat i Norden och stora delar av Europa.
Första albumet kom ut 2008 och kom på femte plats på Sverigetopplistan.
År 2010 gavs singeln "Jag är din nu" ut.
År 2012 kom EP:n "Wait a Minute" och innehöll 5 låtar, samma år vann TFF världens största underhållningstävling i Hollywood, "World Championship of Performing Arts" (WCOPA), en talangtävling med medtävlande från 70 olika länder. 
2013 sattes gruppens första krogshow upp "Why do fools fall in love". Det var en föreställning där medlemmarna både agerade skådespelare och sångare, med mycket sång, dans och komik. Denna tvåaktare gick bland annat på "Golden Hits" i Stockholm.
Album nummer två fick titeln "The Fantastic Four Volym 2" och kom ut i december 2014. Den innehöll förutom klassiker som "Blue Moon" och "Why do fools fall in love" även egna hits som "Wait a minute" och "Say that you love me".
2021 släpptes singlarna "Boom, Boom", "Emelie" och "Do it".
The Fantastic Four har producerat och arbetat med artister och musiker som Bruce Kulick (KISS), Richard Street (The Temptations), Sarah Dawn Finer, Carola Häggkvist, Jennifer Brown, Gladys Del Pilar och Jan Johansen.

## Medlemmar
- Jonas Fritzson
- Robert Haglund
- Niklas Lamby
- Henrik Orwander

## Diskografi
- 2008 – The Fantastic Four
- 2010 Jag är din nu, singel.
- 2012 – Wait a Minute, EP
- 2014 – Volym 2
- 2017 Frosty the snowman, singel.
- 2020 Boom, Boom, singel
- 2021 Emelie, singel.
- 2021 Do it, singel.